# Valtteri Bottas
Valtteri Viktor Bottas (født 28. august 1989) er en finsk racerkører, som tidligere har kørt for Formel 1-holdet Kick Sauber. Han er nu reservekører for Mercedes.

## Tidlige karriere
Efter at have konkurreret i forskellige Formel Renault-mesterskaber i 2007 og 2008 gik han i 2009 til Formel 3 Euroseries, hvor han kørte for det regerende mesterhold ART Grand Prix. Bottas kom på tredjepladsen i mesterskabet og havde to gange første startposition i løbet af sæsonen. I juni 2009 vandt han Formel 3 Masters, og da han i juni 2010 vandt samme løb igen blev han den første til at vinde Masters to gange.
I 2010 blev Bottas engageret som testkører for Formel 1-holdet Williams, og han blev senere også testkører for 2011-sæsonen. I 2011 kørte han også i GP3-mesterskabet, fortsat for ART-teamet. Efter en vanskelig start på sæsonen tog han en sejr i hver af de fire sidste løbsweekender, og sikrede sig førstepladsen i mesterskabet ved at vinde det næstsidste løb foran holdkammeraten James Calado.

## Formel 1-karriere

### Williams

#### 2013
Bottas fik en plads hos Williams ved 2013 sæsonen. Williams havde en hård sæson, og Bottas sluttede sæsonen med kun 4 point.

#### 2014
2014 var et markant bedre år for Williams og Bottas. Bottas opnåede sit første podium ved Østrigs Grand Prix, og sluttede på podium 5 gange på sæsonen, inkluderende to gange på andenpladsen. Bottas sluttede sæsonen på fjerdepladsen.

#### 2015
Bottas havde en fin sæson i 2015, dog ikke lige så god som året før. Han sluttede på femtepladsen med 2 podium.

#### 2016
Det gik fortsat den forkerte vej for Bottas og Williams, da han sluttede på ottendepladsen med kun et podium i 2016 sæsonen.

### Mercedes
Mercedes annoncerede i januar 2017 at Bottas ville skifte til holdet for at erstatte Nico Rosberg, som havde besluttet at gå på pension.

#### 2017
Bottas havde sin klart bedste sæson i sin debutsæson med Mercedes. Han vandt sit første grand prix i Rusland, og vandt i alt 3 grand prix og kom på tredjepladsen i 2017 sæsonen.

#### 2018
2018 var dog ikke ligeså godt for Bottas, som ikke vandt et ræs, men måtte nøjes med at komme på andenpladsen hele 7 gange på sæsonen. Han sluttede kørermesterskabet på femtepladsen.

#### 2019
2019 sæsonen blev Bottas bedre sæson indtil videre, da han kom på andenpladsen i en sæson hvor han vandt 4 grand prix.

#### 2020
I den korte 2020 sæson sluttede Bottas igen på andenpladsen med to grand prix sejre på året.

#### 2021
Bottas sluttede på tredjepladsen i 2021 sæsonen, med en enkel grand prix sejr.

### Alfa Romeo
Alfa Romeo annoncerede i september 2021 at Bottas ville skifte til holdet fra 2022 sæsonen og frem.